# Band of Joy (álbum)
Band of Joy es el noveno álbum de estudio del cantante británico de rock Robert Plant, publicado en 2010 por Rounder Records. Es el primer y único disco grabado con una nueva versión de Band of Joy, agrupación que había fundado a mediados de los años 1960 antes de ingresar a Led Zeppelin. En marzo de 2010 Plant anunció una gira de doce conciertos por los Estados Unidos con una nueva alineación de Band of Joy, que además del vocalista británico contó con la cantante Patty Griffin, al guitarrista Buddy Miller, al bajista Byron House, al multiinstrumentista Darrel Scott y al baterista Marco Giovino.
El disco se compone de versiones de otros artistas principalmente de los géneros folk rock y roots rock, como también incluye dos canciones de la música tradicional y un poema de Theodore Tilton, que fueron musicalizadas y arregladas por Plant y Miller.

## Recepción comercial
Tras su lanzamiento logró muy buenas posiciones en las listas musicales de los principales mercados mundiales. Por ejemplo, en el Reino Unido obtuvo el puesto 3 en los UK Albums Chart y en 2013 la BPI lo certificó con disco de oro, luego de vender más de 100 000 copias en ese país. Por su parte, en los Estados Unidos llegó hasta la casilla 5 de la lista Billboard 200, siendo el primer disco del artista en ingresar en los top 10 en ese país desde Now and Zen de 1988. Por otro lado, para promocionarlo se publicaron tres sencillos entre el 2010 y 2011, siendo «Angel Dance» el único que ingresó en la lista de sencillos del Reino Unido alcanzando el puesto 133.

## Comentarios de la crítica
Band of Joy recibió favorables reseñas de la prensa especializada, como por ejemplo posee un puntaje de 80 sobre 100 en la página Metacritic, con base en veintidós críticas profesionales. Stephen Thomas Erlewine de AllMusic le otorgó cuatro y media de cinco estrellas posibles y señaló que la maravilla del disco yacía en las interpretaciones inventivas y en la magia de sus actuaciones. Por su parte, Will Hermes de la revista Rolling Stone le dio tres y media estrellas de cinco posibles y destacó, entre varias cosas, la excelencia de Plant como intérprete. Adicionalmente, la misma revista a finales de 2010 posicionó al disco en el puesto 8 de su lista los 30 mejores álbumes de 2010. De igual manera, la revista Q lo situó en el segundo lugar de su lista los 50 mejores álbumes de 2010 con una calificación de 82 sobre 100.
Por otro lado, el disco obtuvo una nominación al premio Grammy en la categoría mejor álbum de americana, mientras que Plant recibió una nominación en la categoría mejor interpretación vocal de rock solista por la canción «Silver Rider». A su vez, Plant obtuvo una nominación a los premios Brit como mejor artista británico masculino.

## Lista de canciones
| N.º | Título                                                                                | Escritor(es)                                   | Duración |  |
| 1.  | «Angel Dance»                                                                         | David Hidalgo, Louie Pérez                     | 3:50     |  |
| 2.  | «House of Cards»                                                                      | Richard Thompson                               | 3:14     |  |
| 3.  | «Central Two-O-Nine»                                                                  | Robert Plant, Buddy Miller                     | 2:49     |  |
| 4.  | «Silver Rider»                                                                        | Zachary Micheletti, Mimi Parker, Alan Sparhawk | 6:06     |  |
| 5.  | «You Can't Buy My Love»                                                               | Billy Babineaux, Bobby Babineaux               | 3:11     |  |
| 6.  | «Falling in Love Again»                                                               | Dillard Crume, Andrew Kelly                    | 3:38     |  |
| 7.  | «The Only Sound That Matters»                                                         | Greg Vanderpool                                | 3:45     |  |
| 8.  | «Monkey»                                                                              | Micheletti, Parker, Sparhawk                   | 4:58     |  |
| 9.  | «Cindy, I'll Marry You Someday» (música tradicional, arreglos por Plant y Miller)     | desconocido                                    | 3:37     |  |
| 10. | «Harm's Swift Way»                                                                    | Townes Van Zandt                               | 4:19     |  |
| 11. | «Satan Your Kingdom Must Come Down» (música tradicional, arreglos por Plant y Miller) | desconocido                                    | 4:12     |  |
| 12. | «Even This Shall Pass Away» (arreglos por Plant y Miller)                             | Theodore Tilton                                | 4:03     |  |

## Posicionamiento en listas musicales
| País/Continente | Lista (2010)                     | Posición |
| --------------- | -------------------------------- | -------- |
| Alemania        | Media Control Charts             | 13       |
| Austria         | Ö3 Austria Top 40                | 21       |
| Australia       | ARIA Charts                      | 18       |
| Bélgica         | Ultratop (Valonia)               | 10       |
| Bélgica         | Ultratop (Flandes)               | 6        |
| Canadá          | Canadian Albums Chart            | 7        |
| Dinamarca       | Hitlisten                        | 16       |
| Escocia         | Scottish Albums Chart            | 3        |
| España          | Top 100 Álbumes                  | 45       |
| Estados Unidos  | Billboard 200                    | 5        |
| Estados Unidos  | Billboard Top Rock Albums        | 2        |
| Europa          | European Top 100 Albums          | 29       |
| Finlandia       | Suomen virallinen lista          | 44       |
| Francia         | French Albums Chart              | 21       |
| Grecia          | Top 75 Albums                    | 4        |
| Irlanda         | IRMA Charts                      | 8        |
| Italia          | Top 100 Artisti                  | 13       |
| Noruega         | VG-lista                         | 10       |
| Nueva Zelanda   | Official New Zealand Music Chart | 6        |
| Países Bajos    | Dutch Top 100 Album              | 37       |
| Polonia         | Top 50                           | 14       |
| Reino Unido     | Album Downloads Chart            | 6        |
| Reino Unido     | Physical Albums Chart            | 4        |
| Reino Unido     | UK Albums Chart                  | 3        |
| Suecia          | Sverigetopplistan                | 6        |
| Suiza           | Schweizer Hitparade              | 13       |

| País/Continente | Lista (2010)            | Posición |
| --------------- | ----------------------- | -------- |
| Europa          | European Top 100 Albums | 100      |
| Reino Unido     | UK Albums Chart         | 97       |

## Certificaciones discográficas
| País        | Organismo certificador | Certificación | Ventas certificadas | Ref.   |
| ----------- | ---------------------- | ------------- | ------------------- | ------ |
| Reino Unido | BPI                    | Oro           | 100 000             | [ 6 ]  |
| Noruega     | IFPI Noruega           | Oro           | 15 000              | [ 21 ] |

## Músicos
- Robert Plant: voz y coros
- Patty Griffin: voz y coros
- Buddy Miller: guitarra eléctrica, guitarra barítono, mandolina y coros
- Darrell Scott: guitarra, mandolina, mandolina octava, banjo, acordeón, pedal steel guitar, lap steel y coros
- Byron House: bajo y bajo doble
- Marco Giovino: batería, percusión y coros